# Спомагателен самолетоносач
Спомагателен самолетоносач, също и Търговски самолетоносач, (на английски: Merchant aircraft carrier) е преоборудван в самолетоносач търговски съд във ВМС на Великобритания и Нидерландия по времето на Втората световна война (обикновено балкер или танкер), съоръжен с полетна палуба, надстройка-остров, носещ авиогрупа, но плаващ под търговски флаг и способен да осъществява превоз на товари. Тези самолетоносачи носят само няколко (3 – 4) самолета, с остаряла конструкция. Излитането и кацането са крайно затруднени, във връзка с което на пилотите често им се налага да напускат самолета след боен полет, приводнявайки го във водата, близо до кораба, независимо от това, че полетните екипажи са събрани след прецизен отбор на високи професионалисти. Използват се до преди започването на строежа на ескортни самолетоносачи за борба с подводници и самолети на Луфтвафе. Преоборудвани са относително в неголям брой.

## Спомагателните самолетоносачи на Британия
Спомагателните самолетоносачи се делели на две групи: CAM (catapult Aircraft Merchantman) и МАС (Merchant aircraft carrier) Първите са просто товарни кораби, на които се монтира катапулт със самолети от остаряла схема. Обратно кацане на кораба не се предполага, летецът приводнявал машината и напуска самолета. Дадената концепция предполага използването на изтребители за прихващане на самолети-разузнавачи и летящи без съпровождение германски бомбардировачи.
Всичко на всичко от пилоти на CAM са извършени 9 бойни полета, в хода на който са прихванати 7 Fw-200, 4 He-111. 27 CAM кораба са построени и 10 от тях са потопени. Всички оцелели съдове са свалени от въоръжение през 1943 г.
Вторите са кораби с надстроена над корпуса полетна палуба без хангар и могат да приемат кацащи самолети. Задачите са същите. Кораби от дадените класове не влизат в състава на ВМС и са смятани за част от търговския флот.
В качество на търговски самолетоносачи са използвани само балкери от типа Empire и танкери от типа Empire и Rapana.

## Транспорти-самолетоносачи на Япония
Във ВМС на Япония има сходни по клас „ескортни самолетоносачи на армията“, представляващи танкери, съоръжени с полетна палуба за подсигуряване на въздушно прикритие. Тези кораби са строени от японската армия в опит да се реши проблемът за снабдяване на армейските отдалечени гарнизони (заради постоянните търкания с флота). За разлика от английските, тези кораби са зачислявани в състава на ВМС.

## Съвремие
Появата и разпространението, след Втората световна война, на ЛА с вертикално излитане и кацане от различни типове позволява да се възроди идеята за авионосни кораби, преоборудвани от търговски съдове. Подобен проект е включен в плана АРАПАХО, предвиждащ преоборудването на търговски съдове за военни цели в случай на война. Но реално в действие той е реализиран само един път, по време на Фолкландската война, когато англичаните преоборудват контейнеровоза „Атлантик Конвейър“ в лек самолетоносач за СВИК „Хариер“. Този кораб по погрешка (под действието на РЕБ на английския флот) е атакуван от аржентинска ракета „Екзосет“ и го потопява, правейки го най-големия потопен военен съд след края на Втората световна война и позволявайки на аржентинците да твърдят, че са потопили самолетоносач.